# مؤسسة
المؤسسة هي استقرار وقيمة وانماط متكرره من السلوك كهياكل أو آلات النظام الاجتماعي فهي تتحكم في سلوك مجموعة من الأفراد داخل مجتمع معين" تحدد المستويات التي لديها غرض اجتماعي والتي تتجاوز الأفراد والنوايا التي تتوسط القواعد التي تحكم سلوك حي.
فمصطلح «مؤسسة» ينطبق عادة على العرف أو السلوك نمط مهم في المجتمع وخاصة المنظمات الرسمية للحكومة والخدمات العامة كما هياكل واليات النظام الاجتماعي والمؤسسات هي الكائن الرئيسي لدراسة في العلوم الاجتماعية مثل العلوم السياسية وعلم الإنسان وعلم الاقتصاد وعلم الاجتماع (وهذا العلم الاخير الذي تم وصفه عن طريق اميل «دور كهايم باسم» هو علم المؤسسات وتكوينها وعملها) المؤسسات هي الشغل الشاغل للقانون والية رسمية لوضع القواعد السياسية والانفاذ.

## الأمثلة
الزواج والاسرة - علم اجتماع العائلة
الدين والمؤسسات الدينية - رؤية علم اجتماع الدين والدين المدني
المؤسسات التعليمية - المدارس (مرحلة ماقبل الدراسة والابتدائية والابتدائية الثانوية ومرحلة مابعد الثانوية - انظر للعلم الاجتماعي التعليمي)
مجتمع البحوث -الاوساط الاكادمية والجامعات ومعاهد البحوث - النطر الي علم اجتماع العلوم
الطب - المستشفيات وغيرها من مؤسسات الرعاية الصحية - انظر لعلم الاجتماع والصحة والمرض وعلم الاجتماع الطبي
مستشفيات الامراض النفسية (التاريخ)
القانون والنظام القانوني - المحاكم والقضاة ومهنة المحاماة (بار) - راجع الفقه وفلسفة القانون وعلم اجتماع القانون
العدالة الجنائية أو النظام الجزائي - انظر لعلم الاجتماع في العقاب
قوات عسكرية أو شبة عسكرية - انظر علم الاجتماع العسكري
قوات الشرطة
وسائل الاعلام - بما في ذلك وسائل التلفاز والصحف ووسائل الاعلام الشعبية - انظر لدراسات العلمية
الصناعة - الأعمال وبما في ذلك الشركات - انظر لمؤسسة المالية والمصانع والرأسمالية وتقسيم العمل والطبقة الاجتماعية والعلم الاجتماعي الصناعي
المجتمع المدني أو المنظمات الغير حكومية - المنظمات الخيرية وجماعات الدعوة واحزاب سياسية ومؤسسات الفكر والرأي والمجتماعات الافتراضية

## في سياق الموسوعة
الفن والثقافة (انظر أيضا لصناعة الثقافة والنظرية النقدية والدراسات الثقافية وعلم اجتماع الثقافة)
اللغة (انظر أيضا للغويات وللغويات الاجتماعية وعلم اجتماع اللغة)
الدولة القومية - وعلم الاجتماع والسياسة فهم غالبا ما يتحدثون عن الدولة باعتبارها تجسد جميع المؤسسات مثل المدارس والسجون وما شابة على اية حال يمكن اعتبار هذه المؤسسات خاصة أو مستقلة بينما الدين المنظم والحياة الأسرية بالتأكيد قبل تاريخ ظهور الدولة القومية في الفكر النيو ماركسي أنطونيو غرامشي على سبيل المثال يميز بين مؤسسات المجتمع الساسي (الشرطة والجيش والنظام القانوني وما إلى ذلك) بينما التي تسيطر بشكل مباشرو قسري والمجتمع المدني (في نظام التربية الأسرية وما إلى ذلك) على سبيل المثال في قضية شنك ضد الولايات المتحدة والظروف التي جعلت هذه الحالة خطاب خاص
في بعض الحالات أو الظروف يمكن اعتبار الأفراد للمؤسسات عندما تكون هي الدوافع أو ظاهرة عالمية ومن الأمثلة على هذه ستانلي كوبريك ونيلسون مانديلا وغاندي.

## الجوانب
فالأشخاص عمدا يخلقون اشغال فردية ويمكن اعتبار المنظمات الرسمية التي تم تحديدها بأسم «المؤسسات» ولكن تطوير الوظائف والمؤسسات من الممكن ان تعتبر كمثيل لظهور وبهذا تنشأ مؤسسات وتتتظور وظائف في وجود نمط من التنظيم الذاتي الاجتماعي وراء النوايا الواعية من الافراد المعنين
اليات التفاعل الاجتماعي هي مؤسسات واضحة في كل من المنظمات الرسمية مثل الكونجرس الأمريكي أو الكنيسة الرومانية الكاثوليكية وأيضا في النظام الاجتماعي غير الرسمي والتنظيم فأنها تعكس النفس البشرية والثقافة والعادات والتقاليد وتشمل تجربة ذاتيه التشريعات التي تحتوي على معنى أهم المؤسسات ذو النظرة التجريدية عل حد سواء هي الجوانب الموضوعية والذاتية وتشمل هذه الامثلة المال والزواج مؤسسة المال تشمل العديد من المنظمات الرسمية بما في ذلك المصارف والادارات الخزينة واسواق الأوراق المالية التي يمكن أن تسمى «بالمؤسسات» فضلا على الخبرات الذاتية والتي توجه الناس في سعيهم للحصول على الرفاء الشخصي فالمؤسسات القوية قادره على إضفاء ورقة عملية ذات قيمة معينة وللحث على الإنتاج والتجارة في السعي لتحقيق الغايات الاقتصادية للمقومات التجريدية بما في ذلك الوحدات الذاتية وهي تجربة ذاتية من المال منتشرة جدا ومقنعة للاقتصادين الذين يتحدثون عن «وهم المال» ومحاولة لتحرير الطلاب منه وذلك استعداد لتعليم التحليل الاقتصادي

## منظور العلوم الاجتماعية
بينما المؤسسات تميل لظهور على الناس في المجتمع كجزء من المشهد الطبيعي الذي لا يتغير في حياتهم ودراسة المؤسسات التي كتبتها العلوم الاجتماعية التي تميل إلى الكشف عن طبيعة المؤسسات كما البناءات الاجتماعية والتحف من فترة معينة والثقافة والمجتمع الذي ينتجها الخيار الإنساني الجماعي وان لم يكن بشكل مباشر ولكن عن طريق النية الفردية علم الاجتماع هو التحليل التقليدي للمؤسسات الاجتماعية من حيث تشابك الأدوار الاجتماعية والتوقعات تتألف المؤسسات الاجتماعية من مجموعة من الأدوار أو السلوكيات المقنعة الوظيفة الاجتماعية للمؤسسة كانت معدومة عن طريق نفاذ الأدوار المتطلبات البيولوجية الأساسية لأعادة إنتاج ورعاية الشباب تقدم من قبل مؤسسات الزواج والأسرة على سبيل المثال عن طريق خلف ووضع ووصف السلوكيات المتوقعة لزواج والأب والزوجة والأم والطفل والي اخره
العلاقة بين المؤسسات هي لطبيعة الإنسان وهي مسألة تأسسية للعلوم الأجتماعية ويمكن رؤية المؤسسات بأنها «طبيعية» ناجمة عن طبيعة الأنسان والمحافظة أساسا على الصورة أو يمكن رؤية المؤسسات بأنها مصطنعة تقريبا وبحاجة إلى إعادة تصميم معماري فتم أبلاغ التحليل الأجتماعي عن طريق الخبراء بأن لابد تقديم خدم أفضل لاحتياجات الأنسان وعرض تدريجي أساسي ارتكز اقتصاد ادم سميث الي من المفترض الأنساني أن يكون «الميل إلى التسليم والمقايضة والتبادل» انتقد النساء الحديثات الزواج التقليدي وغيرها من المؤسسات كعنصر من النظام الأبوي القمعي والذي عاف عليه الزمن وجهة نظر ماركسي بأنه يرى بأن الطبيعة البشرية مثل تاريخا متطورا نحو التعاون الاجتماعي التطوعي ويشاركه فيها بعض الفوضوين وبأن المؤسسات فوق الفردية مثل الأسواق والدول تتنافى مع الحرية الفردية في مجتمع حر
فالأقتصاديون في السنوات الأخيره استخدمو الألعاب النظرية لدراسة المؤسسات من المنظورين أولا، كيف للمؤسسات البقاء على قيد الحياة والتطور؟ في هذا المنظور تنشأ المؤسسات من توازونات ألعاب ناشا
على سبيل المثال، عندما تمر الناس في بعضها البعض في الممر أو الطريق فهناك حاجة للجمارك والتي تجنب الاصطدامات مثل هذا العرف قد يدعو كل طرف للحفاظ على حقه (أمثل هذا الاختيار هو إجراء تعسفي، فمن الضروري فقط أن يكون الاختيار موحد ومتسق). قد يكون من المفترض أن أصل النظام، مثل القاعدة، التي اعتمدت في كثير من البلدان، الأمر الذي يتطلب قيادة السيارات على الجانب الأيمن من طريق هذه العادات.
ثانيا، كيف المؤسسات تؤثر على السلوك؟ في هذا المنظور، فإن التركيز على سلوك المنشئة من مجموعة معينة من القواعد المؤسسية. في هذه النماذج فأن المؤسسات تحدد قواعد (أي مجموعات إستراتيجية وظائف ذات منفعة) من الألعاب، بدلا من نثور التوازن في الألعاب على سبيل المثال، يستند نموذج الاحتكار الثنائي كيونوت على مؤسسة التي تنطوي على البيع بالجملة أو البيع بالمزاد في سعر سوق المقاصة في حين من الممكن أن يتم تحليل السلوك مع المؤسسات كتوازن مقارب بدلا من أن يكون أكثر تعقيدا
ففي العلوم السياسية، فأن تأثير المؤسسات على السلوك كان يعتر أيضا من منظور ميمي مثل نظرية الألعاب التي استعارت من البيولوجيا وأقترحت «مؤسسة ميماتك» بأن المؤسسات توفر بيئات اختيار للعمل السياسي حيث ينشأ الاحتفاظ وبالتالي فأن تطور دارويني على المؤسسات قد يكون على مر الزمن فتعتبر نظرية الخيار العام هي فرع اخر في الاقتصاد والتي علاقتها قريبة من العلوم السياسية وتعتبر الطريقة التي يتم بها اختيار سياسة الحكومة والتي تسعى إلى تحديد ما يرجح أن يكون مخرجات لسياسه نظرا لعملية سياسة معينه في صنع العملية والسياق
في التاريخ، هناك تمييز بين العصرين أو الفترات والذي ينطوي على تغيير كبير وجذري في نظام المؤسسات التي تحكم المجتمع. ويتم الحكم على الأحداث السياسية والعسكرية لتكون ذات أهمية تاريخية لدرجة أن أنها ترتبط مع التغيرات في المؤسسات. في التاريخ الأوروبي، تتعلق الأهمية الخاصة على الانتقال الطويل من المؤسسات الإقطاعية في العصور الوسطى إلى المؤسسات الحديثة، التي تنظم الحياة المعاصرة.

## منظور العلوم السياسية
تم التغاضي عن المؤسسات غير الرسمية إلى حد كبير في السياسة السابقة، ولكن في كثير من البلدان تقوم المؤسسات والقواعد الرسمية التي تحكم المشهد السياسي. لفهم السلوك السياسي في البلد من المهم أن ننظر في كيفية تمكين هذا السلوك أو تقييدة من قبل المؤسسات الرسمية، وكيف أن يؤثر هذا السلوك على كيفية إدارة المؤسسات الرسمية على سبيل المثال، إذا كان هناك مستويات عالية من القتل خارج نطاق القضاء في بلد ما، فقد يكون محظور من قبل الدولة والشرطة ومن الممكن أن يفعل تنفيذ عمليت القتل التي شجعت بشكل غير رسمي لدعم دول ومؤسسات وشرطة رسمية غير فعالة مؤسسة رسمية تميل إلى أن تتشارك بالقواعد الاجتماعية، والتي هي غير مكتوب وفي بعض من الأحيان معروفة من قبل جميع سكان بلد معين، وعلى هذا النحو فهي غالبا ما يشار إليها بأعتبارها جزءا لا يتجزأ من ثقافة بلد معين. الممارسات غير الرسمية وغالبا ما يشار إليها باسم «الثقافة»، على سبيل المثال المحسوبية والفساد هي في بعض الأحيان كجزء من الثقافة السياسية في مكان معين، وانما هو مؤسسة رسمية في حد ذاته ليس ثقافي، قد تكون على شكل من قبل ثقافة أو سلوك نظرا لمشهد السياسي، ولكن ينبغي أن ينظر إليه بنفس الطريقة كما المؤسسات الرسمية على فهم دورهم في بلد معين. يمكن استخدام المؤسسات الرسمية، ولا سيما متابعة أجندة سياسية، أو مسار العمل الذي قد لا تكون شعبي علني أو حتى قانوني، ويمكن أن ينظر إليه على أنه وسيلة فعالة لتعويض عن نقص الكفاءة في مؤسسة رسمية. على سبيل المثال، في البلدان التي تكون فيها المؤسسات الرسمية غير فعالة بشكل خاص، قد تكون المؤسسات هذه وسيلة أكثر فعالية من حيث التكلفة أو في الواقع تنفذ مهمة معينة، وهذا يضمن أن هناك القليل من الضغط على المؤسسات الرسمية لتصبح أكثر كفاءة وغالبا العلاقة بين المؤسسات الرسمية وغير الرسمية بشكل وثيق هي خطوة لدعم المؤسسات غير الفعالة. ومع ذلك، لأنهم لم يكن لديهم المركز الذي يوجه وينسق أعمالهم، فتغير المؤسسات غير الرسمية هو عملية بطيئة وطويلة، ومن على هذا النحو فمن المهم أن ننظر في أي بلد من البلدان ونلاحظ وجود مؤسسات رسمية في المشهد السياسي، ونلاحظ أيضا أنهم ليسوا بالضرورة رفضهم لدولة، وإنما هو جزء لا يتجزأ منه، ومن هذا فأنه يتوسع نطاق دور الدولة في بلد معين.

### صلابة المؤسسة
يشير إيان لوستيك أن العلوم الاجتماعية، ولا سيما مع مؤسسة كمفهوم مركزي، يمكن أن تستفيد من خلال تطبيق مفهوم الانتقاء الطبيعي لدراسة كيفية تغير المؤسسات على مر الزمن. [4] وعن طريق عرض المؤسسات الموجودة داخل مشهد الكفاءة، يقول وستيك أن التحسينات التدريجية النموذجية من العديد من المؤسسات ويمكن رؤية مماثلة لتسلق المرتفعات ضمن واحدة من مناظر الكفاءة هذا يمكن أن يؤدي في نهاية المطاف إلى مؤسسات تصبح عالقة على الحدود القصوى المحلية، مثل أن للمؤسسة لتحسين أبعد من ذلك، فإنه سيكون بحاجة أولا لخفض درجة الكفاءة العامة (على سبيل المثال، واعتماد السياسات التي قد تسبب ضررا على المدى القصير لأعضاء المؤسسة). فالميل إلى تعثر في ماكسيما المحلية يمكن أن يفسر بأنه لماذا أنواع معينة من المؤسسات قد يستمر لديها سياسات التي تضر أعضائه أو إلى المؤسسة نفسها، حتى عندما تكون الأعضاء والقيادة كلها على بينة من أخطاء هذه السياسات.
وكمثال على ذلك، لوستيك يستشهد تحليل أمكسي لارتفاع التدريجي للاقتصاد الياباني وانعكاس على ما يبدو مفاجئ في ما يسمى «بالعقد الضائع». ووفقا لأمكسي، فأن خبراء اليابان كانو لايدركون الأسباب المحتملة لتراجع الأقتصاد الياباني بدلا من ذلك، للعودة الاقتصاد الياباني إلى مسار تحقيق الازدهار الاقتصادي، فإن صناع القرار اضطروا إلى تبني سياسات من شأنها أن تتسبب في ضرر لأول مرة على المدى القصير إلى الشعب الياباني والحكومة. 17] وبموجب هذا التحليل، يقول ايان لوستيك، علقت اليابان على «ماكسيما المحلي»، والذي وصل إلى أنه في خلال زيادات تدريجية في مستوى الكفاءة له، التي وضعتها المشهد الاقتصادي من 1970 و 80 دون تغيير المصاحب في المرونة المؤسسية، كانت اليابان قادرة على التكيف مع الظروف المتغيرة، وعلى الرغم من أن الخبراء قد يعرفون بأن هذا يتغير تحتاجة البلاد، وأنها كانت عاجزة تقريبا على سن هذه التغييرات دون وضع سياسات لا تحظى بشعبية والتي كانت مضرة على المدى القصير.
و يمكن لدروس المستفادة من تحليل لوستيك لتطبيقها على الوضع الاقتصادي في السويد تنطبق بالمثل على الجمود السياسي الذي غالبا ما يميز السياسة في الولايات المتحدة. على سبيل المثال، يلاحظ وستيك أن أي سياسي يأمل في الترشح للمناصب يقف قليلا جدا إلى أي فرصة إذا ما وضع سياسات تظهر أي نتائج على المدى القصير. ولسوء الحظ، هناك عدم تطابق بين السياسات التي تجلب فوائد على المدى القصير مع الحد الأدنى من التضحية، وتلك التي تجلب التغيير نحو مدى طويل من خلال تشجيع التكيف على مستوى المؤسسة.
هناك بعض الانتقادات لتطبيق وستيك لنظرية الانتقاء الطبيعي إلى تغير المؤسسات يلاحظ وستيك نفسه أن تحديد عدم قدرة المؤسسات على التكيف كعرض من أعراض تمسك يجري على ماكسيما المحلية داخل المشهد الكفاءة الذي لا يفعل شيئا من أجل حل المشكلة. على أقل تقدير، ومع ذلك، فإنه قد يضيف مصداقية على فكرة أن التغيير المفيد حقا قد يتطلب ضرر على المدى القصير إلى المؤسسات وأعضائها. ويلاحظ ديفيد سلون ويلسون أن وستيك أيضا يحتاج للتمييز أكثر بعناية بين مفهومين: نظرية الانتقاء متعددة المستويات والتطور على المناظر الطبيعية التي بلغت ذروتها يشير برادلي ثاير إلى أن مفهوم المشهد الكفاءة والحدود القصوى المحلي يكون له معنى فقط إذا مؤسسة واحدة يمكن القول أن «أفضل» من الآخرى، وهذا بدوره يكون له معنى فقط بقدر ما يوجد بعض مقياس موضوعية للجودة للمؤسسة. قد يكون هذا بسيط نسبيا في تقييم الرخاء الاقتصادي للمجتمع، على سبيل المثال، لكن من الصعب أن ننرى موضوعيا ومقياسيا يمكن تطبيقه على مبلغ من الحرية للمجتمع، أو
أو نوعية حياة الأفراد في الداخل.

### التنظيم المؤسسي
ويستخدم مصطلح «التنظيم المؤسسي» على نطاق واسع في النظرية الاجتماعية للإشارة إلى عملية التضمين (على سبيل المثال مفهوم، الدور الاجتماعي، قيمة معينة أو نمط السلوك) داخل المنظمة، النظام الاجتماعي، أو المجتمع ككل ويمكن أيضا أن تستخدم هذا المصطلح للإشارة إلى ارتكاب فرد معين لمؤسسة، مثل مصحة أو مؤسسة عقلية. إلى هذا الحد، «تنظيم المؤسسة» قد تحمل دلالات سلبية فيما يتعلق بمعاملة، والأضرار التي لحقت، البشر الضعيفة من تطبيق الظالم أو الفاسد لأنظمة غير مرنة من الضوابط الاجتماعية أو الطبية أو القانونية التي يملكها القطاع العام أو خاصة أو لا تهدف للمنظمات
مصطلح «تنظيم المؤسسة» أيضا يمكن أن تستخدم من الناحية السياسية لتطبيق ولإنشاء أو تنظيم المؤسسات وهيئات حكومية معينة مسؤولة عن الإشراف على تنفيذ السياسة أو على سبيل المثال في الرعاية الاجتماعية أو التنمية.